# 澳大利亚内阁
澳大利亚内阁（英語：Cabinet of Australia）是由澳大利亚政府高级部长组成的会议，对澳大利亚国会负责。内阁由总督根据澳大利亚总理的建议任免，无固定任期。内阁每周举行一次非公开会议，讨论重要问题并决定政府政策。澳大利亚政府内除了内阁阁员外，还有其他级别较低的部长，负责较具体的政策领域并受级别较高的内阁部长领导。在内阁部长和其他部长之下还有助理部長（英語：Assistant Minister）（2015年之前稱爲政务次长（英語：Parliamentary Secretary））。澳大利亚的内阁部长大约相当于英国的內閣部长（英語：Secretary of State），非阁员的次级部长则大约相当于英国的国务部长（英語：Minister of State）。中文里所称“内阁”广义上可能包括内阁部长和其他部长乃至助理部長，此广义的“内阁”概念英语称为“Ministry”，中文或译为“政府”。狭义内阁之外的其他部长和助理部長也称为“外阁”（英語：Outer Ministry）。
内阁不是《澳大利亚宪法》所规定的建制，所以内阁的决定没有直接法律效应。但所有部长（包括内阁部长和其他部长）都是联邦行政会议的成员，而联邦行政会议是《宪法》所规定的国家机构。理论上联邦行政会议由总督主持，实际上通常由一位头衔为行政会议副主席（相当于樞密院議長）的部长主持，会议的功能纯粹是认可内阁的决定并给予其法律效力。

## 历史
1956年之前澳大利亚没有内阁外阁”之分，所有部长都是内阁成员。但40、50年代政府部门的激增使得此做法实际操作中越发困难。因此1956年总理罗伯特·孟席斯开始设立两级制内阁，只有高级部长拥有新的内阁阁员身份。此后除了高夫·惠特拉姆政府曾臨時恢复一级内阁制外，其他各届政府都延续了两级制的做法。
各政党在阁员任命的做法上有些不同。除工党以外，其他政党执政时，总理自主决定向总督建议所有内阁和其他部长的任免，但实际上总理也会咨询他的高级阁僚们。按照惯例，联盟内的各党派的党魁有权任免分配给该党的阁员位置，联盟党籍总理在分配部长职务时也应咨询联盟内其他党派的党魁。
工党的做法则屡有变化。1904年工党第一次执政时，阁员由总理克里斯·沃森任命。但1907年工党决定此后内阁职位都应由党团会议选举产生，但在选出的阁员中分配部长职位仍是总理的权力。虽然阁员由选举产生，实际上总理作为党领袖对选举结果有很大的影响力。党内派系领袖也有较大的影响力。此做法延续到2007年：当年当选的陆克文政府将选择阁员的权力交给了总理，由总理选定的人选再由党团会议象征性的表决通过。2013年陆克文第二次任总理後提议把阁员的选择权交还给党团会议，此一改革2015年起實行。
2015年，總理騰博將“政務次長”職位改爲“助理部長”，理由是“政務次長”容易引起混淆。

### 近年历届内阁
- 第一次陆克文内阁（2007年12月3日－2010年6月24日）
- 吉拉德内阁（2010生6月24日－2013年6月26日）
- 第二次陆克文内阁（2013年6月27日－2013年9月18日）
- 阿博特內閣（2013生9月18日－2015年9月15日）
- 騰博內閣（2015生9月21日－2018年8月24日）
- 第一屆莫里森内閣（英语：First Morrison Ministry）（2018年8月24日-2019年5月29日）
- 第二屆莫里森內閣（2019年5月29日-2022年5月23日）
- 第一次阿爾巴尼斯內閣（2022年5月23日-2025年5月）
- 第二次阿爾巴尼斯內閣（英语：Second Albanese ministry）（2025年5月3日至今）

## 组成
自从两层内阁制确立以来，内阁会议一般只有内阁部长参加，其他部长只有在其负责的部门提上议程时才会被邀参加。内阁会议由总理主持，有一名高级文官（公务员）在场作会议记录。
自从1942以来，所有内阁阁员的党籍都是澳大利亚工党、澳大利亚自由党或澳大利亚国家党三大党之一。

## 內閣保密制度
澳大利亚内阁遵循英国国会的内阁制度，内阁的政策决定向议会负责，但内阁会议的讨论保密，除了宣布决定之外内阁会议内容不对公众透露。此保密制度为的是确保关乎国家安全的信息不被泄漏，此外与会部长可以畅所欲言并在意见相左时无需顾忌公众影响。
内阁文件和其他政府文书分开保存，在不用时或政府更替时可以销毁。 自1986年以来, 内阁会议纪要和记录不包括在30年文件公开规则的公开范围内。
内阁部长必须遵守内阁团结原则。内阁做出决定后，所有部长在公开场合必须支持此决定并为其辩护，不论该部长自己的看法如何。

## 现届內閣
前屆内阁是澳大利亚的第74届内阁，由工黨單獨籌組，並由总理兼工黨黨魁安东尼·阿尔巴尼斯领导，2025年5月3日就職。
值得注意的是，2010年以来特别国务部长一职改为非内阁部长职位。目前這個职位是内阁职位。
| 職務                                           | 部門首長姓名      | 所屬政黨       | 所屬議院 | 任期           |
| ---------------------------------------------- | ----------------- | -------------- | -------- | -------------- |
| 內閣部長                                       |                   |                |          |                |
| 總理                                           | 安东尼·阿尔巴尼斯 | 工黨（黨魁）   | 眾議院   | 2022年5月23日- |
| 副總理 國防部長                                | 理查德·马尔斯     | 工黨（副黨魁） | 眾議院   | 2022年5月23日- |
| 參議院執政黨領袖 外交部長                      | 黄英贤            | 工黨           | 參議院   | 2022年5月23日- |
| 國庫部長                                       | 吉姆·查默斯       | 工黨           | 眾議院   | 2022年5月23日- |
| 財務部長 公共服務部長 聯邦行政會議副主席       | 凯蒂·加拉格       | 工黨           | 參議院   | 2022年6月1日-  |
| 參議院執政黨副領袖 貿易及旅遊部長 特別國務部長 | 當·法雷爾         | 工黨           | 參議院   | 2022年6月1日-  |
| 眾議院領袖 就業及職場關係部長 藝術部長         | 托尼·伯克         | 工黨           | 眾議院   | 2022年6月1日-  |
| 衛生及老年護理部長                             | 馬克·巴特勒       | 工黨           | 眾議院   | 2022年6月1日-  |
| 氣候變化及能源部長                             | 克里斯·鲍恩       | 工黨           | 眾議院   | 2022年6月1日-  |
| 環境及水源部長                                 | 塔尼娅·普利伯塞克 | 工黨           | 眾議院   | 2022年6月1日-  |
| 基建運輸區域發展及地方政府部長                 | 凯瑟琳·金         | 工黨           | 眾議院   | 2022年6月1日-  |
| 原住民事務部長                                 | 琳達·伯尼         | 工黨           | 眾議院   | 2022年6月1日-  |
| 社會服務部長                                   | 阿曼達·里斯瓦斯   | 工黨           | 眾議院   | 2022年6月1日-  |
| 全國殘障保險計劃部長 政府服務部長              | 比尔·肖滕         | 工黨           | 眾議院   | 2022年6月1日-  |
| 律政部長 內閣秘書長                            | 馬克·德賴弗斯     | 工黨           | 眾議院   | 2022年6月1日-  |
| 技能及訓練部長                                 | 布蘭登·奧康納     | 工黨           | 眾議院   | 2022年6月1日-  |
| 教育部長                                       | 傑森·克萊爾       | 工黨           | 眾議院   | 2022年6月1日-  |
| 房屋部長 露宿者部長 小企業部長                 | 朱莉·柯林斯       | 工黨           | 眾議院   | 2022年6月1日-  |
| 通訊部長                                       | 米歇尔·罗兰       | 工黨           | 眾議院   | 2022年6月1日-  |
| 資源及北澳洲部長                               | 瑪德琳·金         | 工黨           | 眾議院   | 2022年6月1日-  |
| 漁農及林業部長 緊急管理部長                    | 默里·瓦特         | 工黨           | 參議院   | 2022年6月1日-  |
| 工業和科學部長                                 | 艾德·胡錫克       | 工黨           | 眾議院   | 2022年6月1日-  |
| 內政部長 網絡安全部長                          | 克萊爾·奧尼爾     | 工黨           | 眾議院   | 2022年6月1日-  |

## 影子內閣
和政府内阁相应，国会反对党党团成员也组成影子内阁，监督政府部长并用以说服民众自己是预备政府。通常影子内阁的职位对应政府内阁的部长职位。
聯盟是反对党时，影子部长职位通常由反对党领袖（自由党党魁）咨询国家党党魁后任命。工党是反对党时，通常由议会党团选举影子阁员，然后由党魁（反对党领袖）分配责任。两大党外的小党时常会针对部长职位指派发言人，但一般不会称为影子内阁。

## 全國內閣
全國內閣於2020年3月，為了協調應對2019冠状病毒病澳大利亚疫情而設，職權也因此與一般意義上的內閣不同。成員包括作為主持人的總理和各州級領導人。